# Manolo Reina
Manolo Reina Rodríguez (Villanueva del Trabuco, Málaga, España, 1 de abril de 1985), más conocido como Manolo Reina, es un futbolista español. Juega como portero y se encuentra sin equipo.

## Trayectoria
Se formó en las categorías inferiores del Málaga C. F. Jugó con el filial en Segunda División y llegó a debutar con el primer equipo en la Primera División. Estuvo cedido como integrante de este club en diversos equipos, entre ellos el C. D. Roquetas y la U. D. Almería en Primera División.
En 2008 fichó por el Levante Unión Deportiva. La primera temporada en el conjunto levantinista jugó entre el filial y el primer equipo.
Con el paso de las temporadas se afianzó en la primera plantilla y fue clave en el ascenso a Primera División que consiguió el club en la temporada 2009-10, disputando un total de 18 partidos.
Ya en Primera División disputó, como ya hiciera la temporada anterior, un total de 18 partidos.
En 2011 fichó por el F. C. Cartagena para las tres siguientes temporadas. El objetivo para la campaña 2011-12 era el ascenso a Primera división, pero un mal inicio de campaña hi<o que el objetivo pase a ser la permanencia en la categoría. A mitad de temporada se consolidó como portero titular del equipo, tras un inicio de temporada alternando la portería. Faltando un tercio de liga perdió el puesto en beneficio de su compañero Juanma. En las últimas jornadas recobró la titularidad, demostrándose la falta de un once fijo en el equipo durante toda la campaña. A falta de dos jornadas se consumó el descenso de la plantilla más cara en las 18 temporadas que el fútbol cartagenero había disputado en Segunda División (15 con el Cartagena F. C. y 3 con el F. C. Cartagena).
En enero de 2013 se comprometió para el resto de la temporada con el Atromitos, cuarto clasificado del campeonato griego. En la presente campaña había disputado 15 encuentros en el campeonato chipriota con el AE Paphos.
Jugó la temporada 2013-14 en el Club Gimnàstic de Tarragona de la Segunda División B española. Durante la temporada 2014-15 ascendió junto con su equipo a Segunda División, convirtiéndose en uno de los porteros menos goleados del campeonato. 
En la temporada 2015-16 jugó un total de 43 partidos (incluidos los del play-off) recibiendo un total de 46 goles con una media de 1,07 goles por partido.
En julio de 2017 fichó por el R. C. D. Mallorca. En el conjunto balear estuvo cinco años en los que logró tres ascensos, dos de ellos a Primera División, y se marchó tras haber logrado la permanencia en la máxima categoría del fútbol español en la temporada 2021-22.
El 20 de junio de 2022 se hizo oficial su vuelta al Málaga C. F. después de haber firmado un contrato por dos temporadas. En la primera de ellas disputó 13 partidos y en julio de 2023 llegó a un acuerdo para rescindir su contrato.

## Clubes
| Club                | División            | País   | Temporada | Liga PJ (G) | Copa PJ (G) |
| ------------------- | ------------------- | ------ | --------- | ----------- | ----------- |
| Málaga C. F. "B"    | Segunda División    | España | 2004-2005 | 2 (4)       | -           |
| Málaga C. F. "B"    | Segunda División    | España | 2005-2006 | 10 (21)     | -           |
| Málaga C. F.        | Primera División    | España | 2005-2006 | 1 (0)       | 0 (0)       |
| Málaga C. F. "B"    | Segunda B           | España | 2006-2007 | 26 (59)     | -           |
| Levante U. D. "B"   | Segunda B           | España | 2007-2008 | 11 (15)     | -           |
| Levante U. D.       | Primera División    | España | 2007-2008 | 8 (18)      | 0 (0)       |
| Levante U. D.       | Segunda División    | España | 2008-2009 | 25 (38)     | 1 (2)       |
| Levante U. D.       | Segunda División    | España | 2009-2010 | 22 (22)     | 0 (0)       |
| Levante U. D.       | Primera División    | España | 2010-2011 | 18 (25)     | 0 (0)       |
| F. C. Cartagena     | Segunda División    | España | 2011-2012 | 27 (32)     | 0 (0)       |
| AEP Paphos          | Primera División    | Chipre | 2012-2013 |             | 0 (0)       |
| Atromitos F. C.     | Superliga de Grecia | Grecia | 2012-2013 |             | 0 (0)       |
| Nastic de Tarragona | Segunda B           | España | 2013-2017 |             | 0 (0)       |
| R. C. D. Mallorca   | Primera División    | España | 2017-2022 |             |             |
| Málaga C. F.        | Segunda División    | España | 2022-2023 |             |             |